# Djebel Dira (navire)
Pour les articles homonymes, voir Djebel, Dira et Melody.
Le Djebel Dira est un paquebot construit en 1948 par les chantiers navals Swan Hunter de Newcastle upon Tyne pour la Compagnie de navigation mixte. Il est lancé le 25 février 1948 et mis en service en février 1948. Après avoir eu différentes utilisations, il brûle le 6 juillet 1990 au cours d’une rénovation à Keratsini et est échoué sur la côte, où il est détruit en 2009.

## Histoire
Le Djebel Dira est un paquebot construit en 1948 par les chantiers navals Swan Hunter de Newcastle upon Tyne pour la Compagnie de navigation mixte. Il est lancé le 25 février 1948 et mis en service en février 1948 entre Marseille et Casablanca. Entre janvier 1960 et avril 1960, il est affrété par la Société générale des transports maritimes. Le 19 septembre 1960, il heurte le Sampiero-Corso dans le port de Marseille.
En 1970, il est vendu à la compagnie Spyros Billinis qui le rebaptise Phoenix, puis est vendu à la compagnie Athens Marine Cruises en 1979 et devient le Melody.
En 1986, il est saisi par la banque Hellenic Industrial development Bank puis vendu à la compagnie Cougar Shipping Co en 1990. Le 6 juillet 2009, alors qu’il est en rénovation à Keratsini, un incendie se déclenche à bord du navire. Le lendemain, celui-ci est échoué sur la côte.
En 2009, le navire est détruit sur place.